# Zaeed Massani
Zaeed Massani è un personaggio immaginario presente nella serie di videogiochi Mass Effect, sviluppata da BioWare e pubblicata da Electronic Arts. Disponibile con il DLC Zaeed - Il Prezzo della Vendetta (in inglese Zaeed - The Price of Revenge) per Mass Effect 2 e presente in Mass Effect 3, sia nel gioco base che nel DLC La Cittadella (in inglese Citadel), Zaeed è un membro della squadra facente capo al comandante John Shepard.

## Storia

### Mass Effect: Foundation
Fondatore dei Sole Blu, insieme al suo partner Vido Santiago, Zaeed gestiva il traffico di armi, le estorsioni, gli incendi dolosi, e i cacciatori di taglie, fino a quando Vido gli sparò a bruciapelo in volto, a seguito di una discussione riguardo al traffico di schiavi dei batarian dove Zaeed dissentì. Sopravvissuto al colpo e tagliato fuori dall'organizzazione criminale, cercò di affogarsi nell'alcool mentre si riprendeva, definendola "una buona soluzione."
Sentendo dalle persone delle denigrazioni rivolte a lui, decise di riprendere a lavorare come privato per riscattarsi, sapendo però che l'unico modo era quello di riuscire in qualcosa di grande. Riuscì a farsi assumere dall'Ombra che lo incaricò di distruggere la fregata turian Verrikan. Zaeed accettò il lavoro, desideroso di incassare la taglia.
Reclutò tre freelancer, il salarian Kendo Holin, l'asari Tristana, e l'ex membro dei Sole Blu Jace Reyn, ed elaborò un piano: la squadra non avrebbe abbattuto la Verrikan dall'esterno, ma avrebbero usato la furtività e la semplicità per distruggerla dall'interno. Ripiegati in un deposito di rifornimento su Trebia, con dei propulsori la squadra eseguì un salto spaziale dal deposito alla fregata, atterrando sul bersaglio.
Zaeed aveva un infiltrato turian di nome Polonis che avrebbe dovuto aprire loro il portellone e farli entrare furtivamente nella fregata, ma il capo della sicurezza della Verrikan, Garkko, catturò Polonis. La squadra fu respinta alla porta esterna del portellone, dove Kendo Holin trovò la morte.
Senza più l'elemento sorpresa, Zaeed decise di continuare la missione, trovarono un altro modo per salire sulla fregata e si divisero: Zaeed mandò Tristana e Jace a fare da diversivo mentre si diresse verso il ponte, incrociando Garkko: Zaeed lo prese in ostaggio, uccise i soldati turian incontrati, raggiunse la porta del ponte relativamente incolume mentre il segnale di "abbandonare la nave" risuonava per tutta la Verrikan. Minacciando e tenendo Garkko a portata di tiro, lo costrinse a violare i protocolli di sicurezza del ponte. Quando la porta si aprì, i due incontrarono almeno una dozzina di soldati, fino all'arrivo di Tristan, che ussice Garkko e massacrò l'equipaggio.
Anziché baciare Tristana, precedentemente sua fidanzata, Zaeed le chiese di Jace, venendo a conoscenza della sua morte. Con il lavoro quasi ultimato Zaeed impostò i comandi della fregata in direzione del pianeta Impera, contando sul fatto che la guarnigione turian lì stanziata l'avrebbe abbattuta prima che ciò che accadesse, ma Tristana lo colpì improvvisamente con i suoi poteri biotici, rivelandogli di essere una tirapiedi di Vido.
Zaeed scherzò sul fatto di avere un gusto terribile in fatto di donne, ma di essere molto fortunato. La forza di gravità di Impera agì sulla nave in caduta: ciò permise a Zaeed di liberarsi da Tristan e a pugnalarla mentre le forze militari turian stavano abbattendo la fregata. Improvvisamente un buco nello scafo si aprì: Zaeed sfruttò l'opportunità per calciare Tristana fuori dalla nave.
Si issò a bordo della nave, localizzò una capsula di salvataggio, ci si infilò dentro e fece partire la capsula: vide la Verrikan esplodere, definendola soddisfacente.

### Mass Effect 2

#### DLCZaeed - Il Prezzo della Vendetta
L'Uomo Misterioso, il leader di Cerberus, ha chiesto al Comandante Shepard di arrivare su Omega per reclutare il mercenario Zaeed Massani, con il quale ha stretto un accordo. Giunto su Omega, Zaeed si sta occupando della sua ultima preda, un batarian. Dopo un breve dialogo Shepard gli proporrà di salire sulla Normandy per discutere ulteriormente della missione. Alla fine della conversazione, il prigioniero tenta di scappare, a quel punto Zaeed gli spara alla gamba.
Dopo essere stato reclutato e aver portato vari oggetti con sé, tra cui un modellino di una fregata turian, un fucile M-8 Avenger malconcio e un casco del Branco Sanguinario (tutti ricordi di battaglia), Zaeed informerà Shepard di avere un lavoro non concluso e gli chiederà di raggiungere Zorya in modo tale che lo possa completare: il bersaglio della missione è il suo ex socio Vido Santiago, informazioni che verranno rivelate a Shepard una volta arrivati nel pianeta.
Zaeed racconterà di essere uno dei fondatori dei Sole Blu insieme a Vido, che alla fine lo tradì e gli sparò in testa dopo un disaccordo sul permettere o no ai batarian di unirsi ai Sole Blue; Vido li definiva manodopera più economica, mentre Zaeed li definiva semplicemente dei "dannati terroristi".
Dopo aver trovato Vido nella sua base, la raffineria della Eldfell-Ashland, Zaeed dà intenzionalmente fuoco a un serbatoio di gas, che si diffonde poi a tutta la struttura, mettendo a rischio la vita di innocenti operai. Shepard potrà quindi scegliere se spegnere l'incendio salvando gli innocenti o inseguire Vido. La scelta influenzerà anche la vita di Vido: se Shepard spegnerà il fuoco, Vido riuscirà a fuggire con una cannoniera, Zaeed diventerà furioso e Shepard potrà scegliere se liberarlo o ucciderlo, una volta che si troverà intrappolato sotto delle macerie, mentre l'altra scelta farà sì che Zaeed sparerà a Vido alla gamba, poi lo ucciderà gettando una clip termica nella pozza di carburante in cui si trova Vido, bruciandolo vivo.
Dopo aver completato la missione, Zaeed mostrerà i suoi tratti distintivi in modo evidente. Il suo collo mostrerà un tatuaggio con il simbolo dei Sole Blu, un ricordo di quand'era il leader dei Sole Blu. Il suo occhio destro e la sua area facciale circostante sembrano essere stati innestati chirurgicamente sulla sua faccia; sembra che lo sparo a bruciapelo che ha subito abbia fatto saltare via parte della sua faccia e abbia dovuto farla ricostruire.

### Mass Effect 3
Zaeed ritorna per combattere i Razziatori, a patto che sia sopravvissuto alla missione finale contro i Collettori in Mass Effect 2. Dopo il tentato colpo di stato di Cerberus alla Cittadella, l'SSC scopre un indizio sull'ambasciatore volus, Din Korlack: fino agli eventi della Cittadella l'ambasciatore era un informatore dell'organizzazione. Dopo ulteriori indagini condotte da Shepard, si scopre che Din è stato rapito da dei mercenari guidati da Zaeed. Shepard riuscirà a dare via radio informazioni a Korlack facendo capire a Zaeed di essere stato ingannato. Zaeed ucciderà gli altri mercenari e salverà Korlack, che darà informazioni su un imminente attacco di Cerberus a una colonia turian, concedendo il supporto della flotta da bombardamento volus. Se Shepard non è riuscito ad assicurarsi la lealtà di Zaeed durante la lotta contro i Collettori, morirà salvando Korlack e non apparirà sul memoriale sul ponte equipaggio della Normandy.
Zaeed si troverà a moli dei rifugiati della Cittadella dopo l'incidente con Korlack, per concedere il suo supporto. Se Shepard parlerà con Zaeed, lui gli rivelerà di come Darner Vosque, leader dei Sole Blu sulla Cittadella, gli abbia mandato a monte una missione quando era ancora nel gruppo, causando la morte di metà della sua squadra. Quando gli si chiede dei mercenari con cui ha lavorato, Zaeed rivelerà di averli incontrati su Omega, essendosi arruolato con loro dopo aver sentito che avrebbero preso di mira Cerberus.
Così come molti soldati freelancer Zaeed immagazzina materiali da guerra e provviste necessarie per sopravvivere sul campo. In particolare, compra anche parti per fucili di una variante scontata della serie Avenger, informazione che possiamo vedere nei terminali dell'Ombra, una volta che l'Ombra sarà Liara, probabilmente per riparare il suo amato fucile "Jessie" per la battaglia.
Prima della battaglia finale, il Comandante può parlare con lui a Londra. Se Shepard parlerà con lui, gli chiederà della sua salute, ma Zaeed cambierà discorso, augurando al Comandante di aver fatto un buon discorso esortativo alle truppe. Inoltre dirà che non sembra di combattere una vera battaglia di terra vista la grandezza dei Razziatori. Chiuderà la chiamata con Shepard con un accento sulla sua personalità viziosa: "Ammazziamo quei bastardi." Se Shepard sceglie di distruggere i Razziatori, Zaeed viene brevemente mostrato disteso su una sdraio su una spiaggia tropicale con il suo amato fucile, Jessie, al suo fianco.

#### DLCCittadella
La presenza di Zaeed agli eventi successivi al fallimento del clone di Shepard dipenderanno dal fatto che sia sopravvissuto al tentato rapimento dell'ambasciatore volus nel 2186. Potrà anche aiutare Shepard nell'Armax Arsenal Arena acquistando la licenza per averlo come compagno di squadra.
Zaeed si trova al Castle Arcade un casinò della Cittadella, davanti al gioco dell'artiglio mentre prova a vincere un premio dopo che un ragazzino in lacrime gli chiese di provare. Shepard lo troverà da solo alla macchina. Se gli si parla, Zaeed chiederà dei crediti a Shepard (che potrà accettare o rifiutare) e proverà qualche altra volta mentre scarica la sua rabbia contro il creatore del gioco. Alla fine, riuscirà a vincere una bambola volus, che darà poi a un'asari vicina.
Zaeed è uno degli inviti opzionali per la grande festa di Shepard. Nella prima fase della festa, Zaeed si troverà sulla balconata se entrambi i compagni krogan di Shepard sono presenti, e presso il camino in caso contrario. Nella seconda fase della festa, Zaeed si troverà sempre sulla balconata se era lì prima, ma stavolta insieme a Garrus, se il turian è nei paraggi. Inizieranno a discutere di potenziali trappole da piazzare in casa di Shepard nel caso a un altro clone venisse l'idea brillante di fare irruzione. Tuttavia, se la festa è movimentata e Samara è nei paraggi, Zaeed si unirà a lei nel lato più lontano della cucina, esaminando il quadro sul muro mentre cerca di flirtare con lei, parlando del dipinto e in tono poetico del suo fucile Jessie, facendo erroneamente pensare a Samara alla relazione fra un mercenario e una donna, finché Zaeed non chiarisce l'equivoco. Nonostante l'eloquenza occasionale, Zaeed gestirà il suo flirt in modo aggressivo e sopporterà a malapena il colpo quando Samara deciderà che il silenzio si addice meglio a loro due.
Alla terza fase della festa, Zaeed proseguirà con il suo piano per piazzare trappole nell'appartamento di Shepard, restando anche in contatto radio con Garrus per le idee. Lo si può trovare vicino alla vasca da bagno di Shepard: se il Comandante gli chiede cosa sta succedendo, Zaeed gli spiegherà che sta impostando un "Armageddon" nella vasca che innescherà un conto alla rovescia quando sarà attivata; trenta secondi dopo, la piscina si scalderà finché la temperatura non sarà come quella della "superficie del sole". Shepard gli chiederà se potrà usarla; Zaeed risponderà che la trappola riconosce il DNA dello Spettro. Shepard, facendogli notare che il DNA del clone sarebbe identico al suo, Zaeed lascerà perdere la trappola annunciando di avere delle idee per la macchina del caffè al piano di sotto. Se la terza fase è movimentata, Zaeed sarà al bar a rilassarsi sul divano o fare pratica di tiro a segno con le bottiglie. Mentre gli altri ospiti ballano, negherà le sue capacità di ballo, dicendo di sapersi muovere come un Varren zoppo. Sarà deluso anche dalla musica che i "giovani" di oggi ascoltano, ricordandogli invece le cicatrici di una ragazza che cantava a un pub su Omega.
Indipendentemente da come finisce la festa, Zaeed si unirà alla foto di gruppo quando arriverà il momento, mettendosi in posa vicino a James Vega in fondo al gruppo. La mattina dopo, Zaeed sarà sdraiato sul divano al pianterreno. Si scuserà per il suo modo di russare, dicendo di aver avuto quel problema dalla frattura del naso. Dirà anche che il bacon è finito, tenendo da parte tre strisce per Shepard come ricompensa per tutte quelle volte che il Comandante gli ha salvato la vita.

## Recensione
La rivista PC Gamer, stilando una classifica dei compagni di squadra disponibili nella trilogia di Mass Effect, ha inserito Zaeed al 18º posto, mentre TheWrap lo posiziona al 20º posto in base ad una classifica generale di tutti i compagni della saga. In una classifica dei 10 personaggi più forti della trilogia, il sito TheGamer lo posiziona al nono posto.